# Metossido

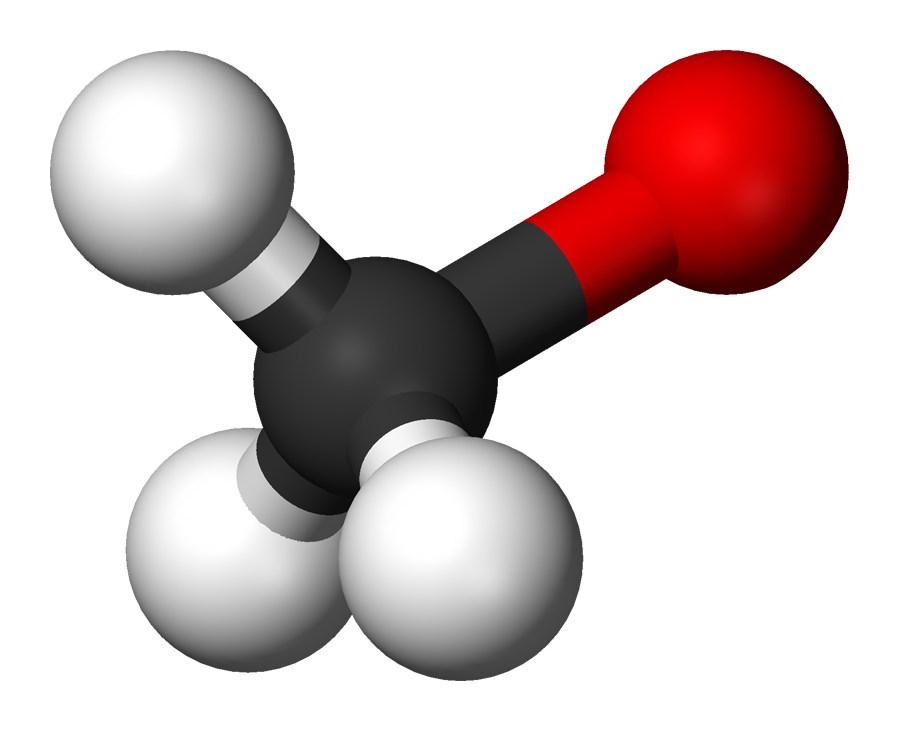
Struttura 3D di uno ione metossido.

Il metossido o metilato è un sale organico, nel quale l'idrogeno del gruppo funzionale -OH del metanolo è sostituito da un metallo.
In chimica organica lo ione metossido ha la formula CH3O- ed è la base coniugata del metanolo.
Il metossido di sodio è l'iniziatore della reazione di polimerizzazione per addizione con l'ossido di etilene, formando polietere ad alto peso molecolare.
Il metossido di sodio in soluzione nel metanolo è un liquido che uccide le cellule nervose umane prima che possa essere percepito dolore. In caso di contatto con metossido sciacquare la superficie di contatto con acqua e consultare un medico.
Molte reazioni con metossido sono potenzialmente esplosive, come pure la polvere finemente dispersa nell'aria quando in concentrazioni sufficienti.
Nella produzione di biodiesel, viene spesso impropriamente chiamato metossido il prodotto della miscelazione del metanolo con l'idrossido di sodio. Il metossido può essere comunque utilizzato in un esperimento di produzione di biodiesel, assicurando in questo modo che il metanolo sia assoluto, ossia privo di acqua, dato che l'acqua presente reagisce immediatamente con il metossido di sodio formando soda caustica (NaOH) e metanolo. Dato che l'acqua inibisce la transesterificazione tra metanolo e trigliceridi e favorisce la formazione di saponi, è molto utile escluderla dal sistema di produzione.